# Kereklevelű harmatfű
A kereklevelű harmatfű (Drosera rotundifolia) egy húsevő növényfaj, amely rendszerint mocsarakban, tőzeglápokon él. A harmatfűfélék (Droseraceae) legelterjedtebb faja, szinte az egész északi féltekén megtalálható – Észak-Európában, Szibéria nagy részén, Észak-Amerika nagyobb területein, Japánban és Új-Guineában is.

## Elterjedése
A növény Európa nagy részében megtalálható, ideértve a Brit-szigeteket, Franciaország nagy részét, Belgiumot, Hollandiát, Luxemburgot, Németországot, Dániát, Svájcot, Lengyelországot, Fehéroroszországot, Észtországot, Lettországot, Litvániát, Svédországot és Finnországot, valamint Spanyolország, Románia és Izland északi részeit, Norvégia és Grönland délebbi területeit. Elszórtan található meg Ausztriában és Magyarországon. A Balkánon néhány populációja él.
A tengerszint feletti 2000 m-es magasságig fordul elő.
Az Egyesült Királyságban a harmatfűfélék legelterjedtebb változata megtalálható Skóciában is.
Ázsiában megtalálható Szibériában, Japánban, Törökország és a Kaukázus egyes részein, a Kamcsatka-félszigeten és Korea déli területein. Új-Guinea szigetén is találtak populációt.
Észak-Amerikában megtalálható Kanada minden részén, kivéve a kanadai prérit és a tundrarégiókat. 

## Élőhelye

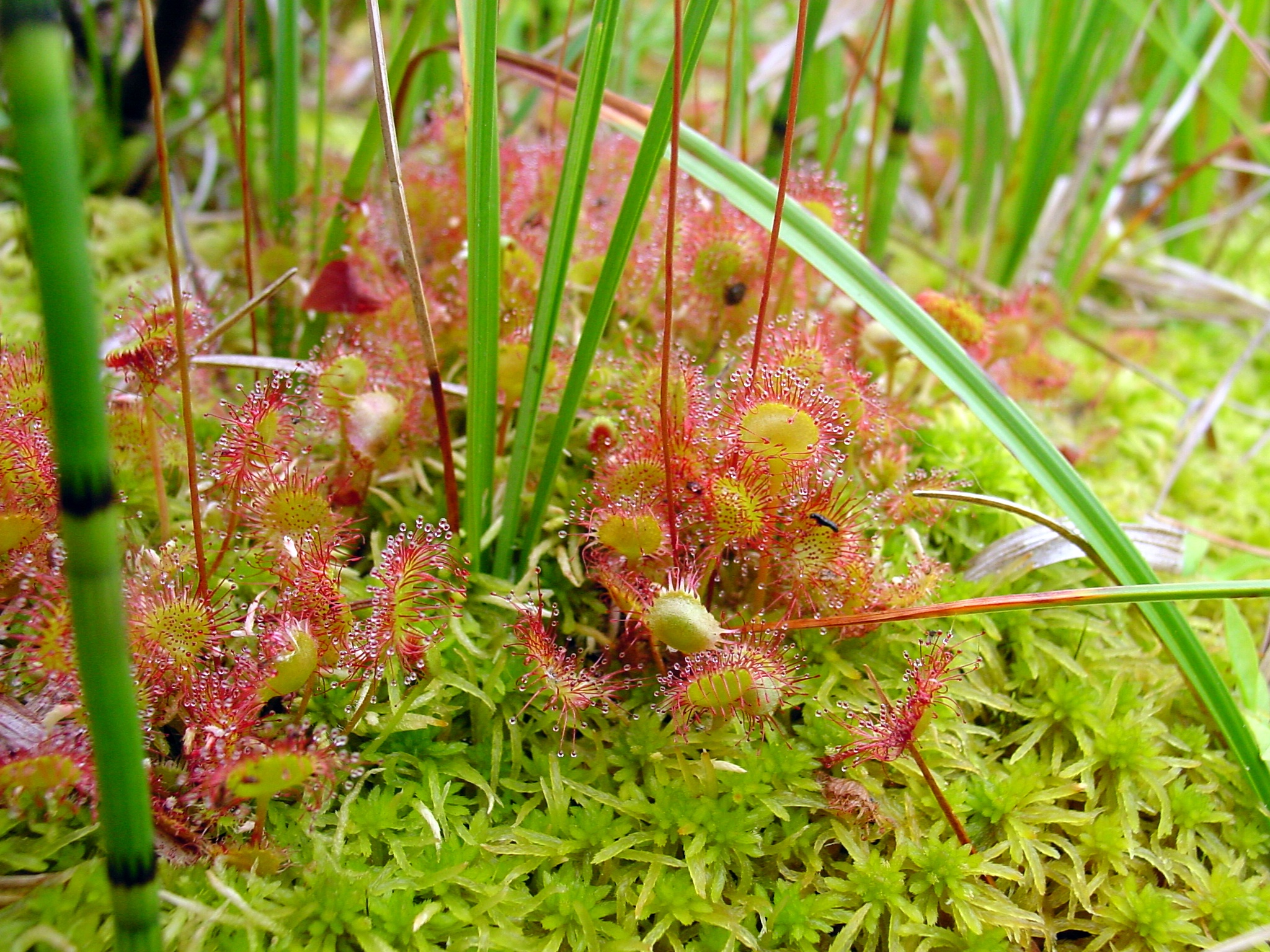
Kereklevelű harmatfű tőzegmohában

A kereklevelű harmatfű a nedves környezetet kedveli, például a mocsarakat és lápokat. 

## Jellemzői

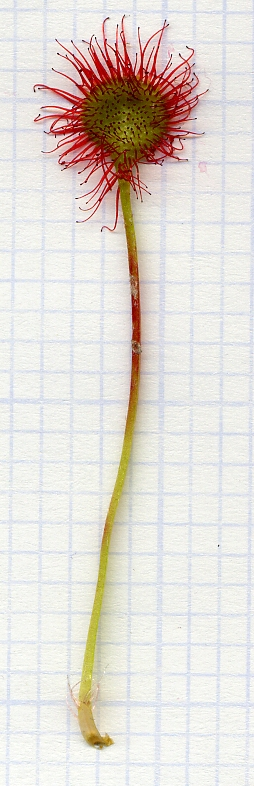
A D. rotundifolia levele 1 mm-es négyzethálón

5–15 cm magas évelő növény tőlevélrózsával és füzéres forgó virágzattal. 4–10 mm hosszú levelei kerekdedek vagy haránt elliptikusak, épek, szétterülők, felszínük vörhenyes mirigyszőrökkel fedett, melyek ragadós anyagot választanak ki. A levélnyél keskeny, szőrös, 1,3–5 cm hosszú.
Egy tipikus növény átmérője 3–5 cm, virágzata 5–25 cm magas. A virágok egyetlen vékony, szőrtelen szár egyik oldalán nőnek, ami a levélrózsa közepéből nő ki. Fehér virágai négyesével csoportosulva ún. tetrádokat alkotnak. A füzéres forgóban lévő, ötszirmú, sűrűn álló virágok kicsinyek, a növény méretéhez képest jelentéktelenek, rózsaszínek vagy fehérek. A virágok 1–1,5 mm-es vékony, kicsúcsosodó végű világosbarna magvakat növesztenek. Toktermése van.
A tőkocsány többszörösen hosszabb a leveleknél. A tenyészidő végén csúcsrügyet fejleszt, s ezt allevélszerű takarólevelek borítják. Júniustól augusztusig virágzik.

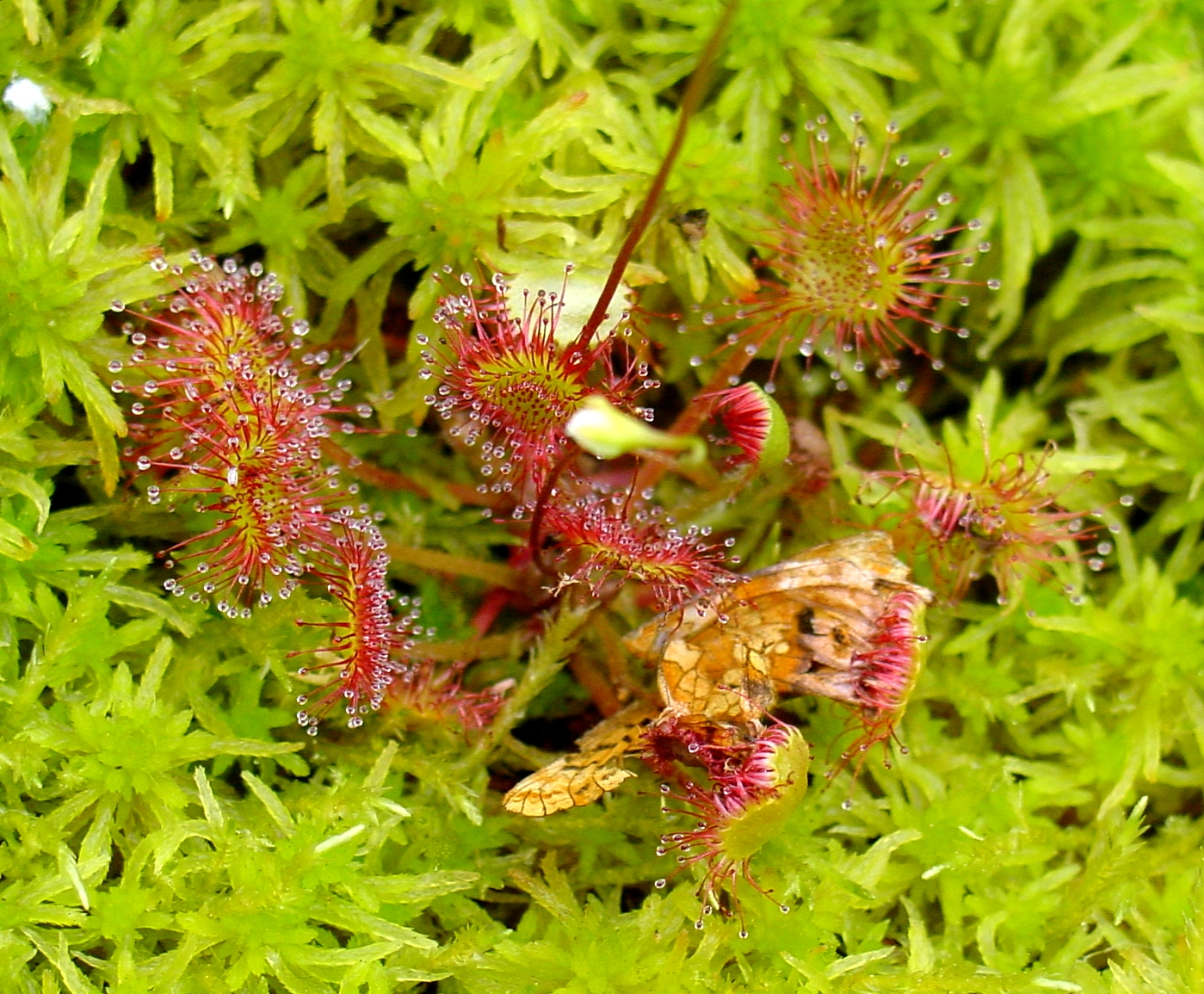
Kereklevelű harmatfű egy pillangó maradványaival

A növény télen hibernákulumot (védőburkot) növeszt, hogy túlélje a hideget. Ez földhöz közeli, szorosan összepöndörödött levelekből áll.

### Táplálkozása
A növény rovarokkal táplálkozik, melyeket élénkvörös színe és a levelein csillogó, cukortartalmú ragadós anyag vonz oda. Ez a táplálkozásmód a tápanyagokban szegény vagy túl savas élőhely hatására alakult ki. A növény enzimekkel bontja le a leveleire ragadt rovarokat, és testükből nitrátokat és más tápanyagokat von ki.

## Védettség
Magyarországon védett, reliktum faj. Ezenkívül védett az Egyesült Királyságban.
Az Egyesült Államokban Illinois, Iowa, New York és Tennessee államokban veszélyeztetett fajnak minősül.

## Felhasználása
A kereklevelű harmatfüvet a légúti megbetegedések kezelésére használják: hörgőgörcsök, hörghurut, erőltetett köhögés, szamárköhögés. Gyakran a pipaccsal és a kakukkfűvel együtt (szirupban) alkalmazzák. Külsőleg történő felhasználásánál a friss növény kivonata hatékony a szemölcsök és a tyúkszem ellen.
A növény néha bőrkiütést és nyálkahártya-irritációt, de hányingert és véres hasmenést is okozhat. Belső használatnál gyomor- vagy nyombélfekély esetén kerülje az éhgyomorra való fogyasztást, inkább a hígított formában használja.[forrás?]

### Gyógyhatása
A növényben lévő hatóanyagok görcsoldó tulajdonságúak. A kereklevelű harmatfű alapú készítményeknek köhögéscsillapító hatásuk van, amelyet a naftokinon-származékok felerősítenek. Gátolja továbbá a kórokozók szaporodását. A kereklevelű harmatfű enyhe köptető is.[forrás?]

## Fordítás
- Ez a szócikk részben vagy egészben a Drosera rotundifolia című angol Wikipédia-szócikk ezen változatának fordításán alapul.  Az eredeti cikk szerkesztőit annak laptörténete sorolja fel. Ez a jelzés csupán a megfogalmazás eredetét és a szerzői jogokat jelzi, nem szolgál a cikkben szereplő információk forrásmegjelöléseként.

## Galéria

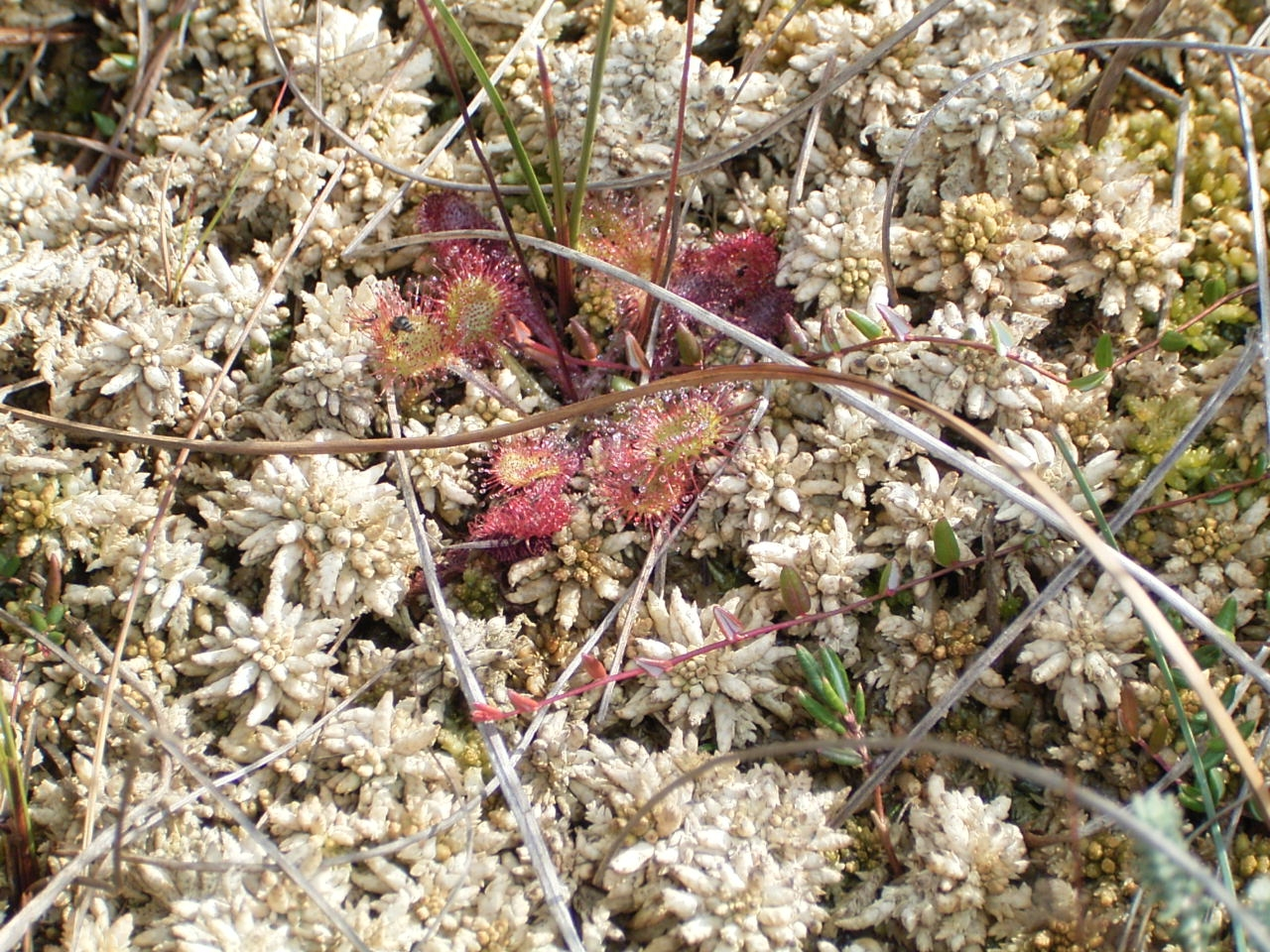
Tőzegmoha-párnában
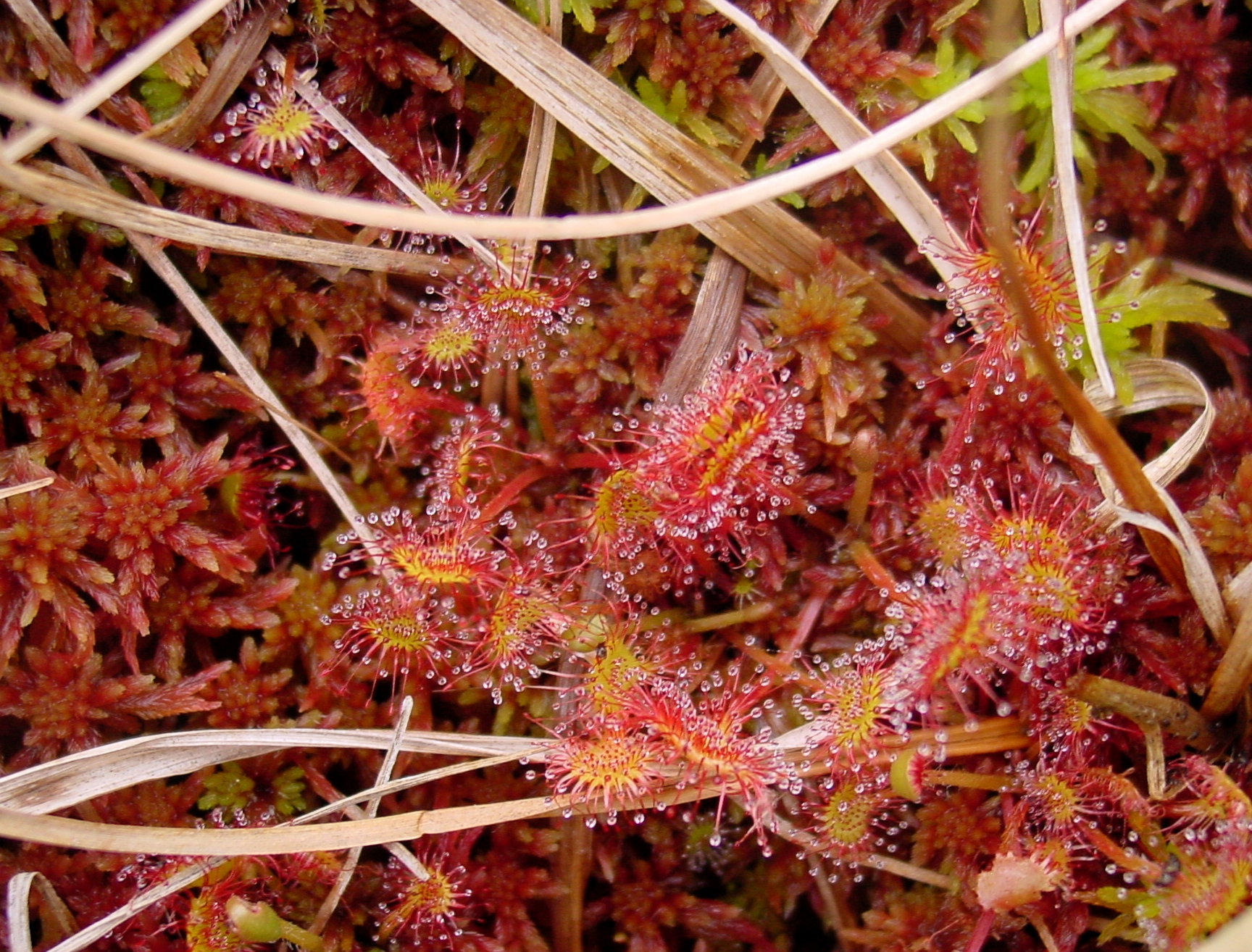
Vörös tőzegben
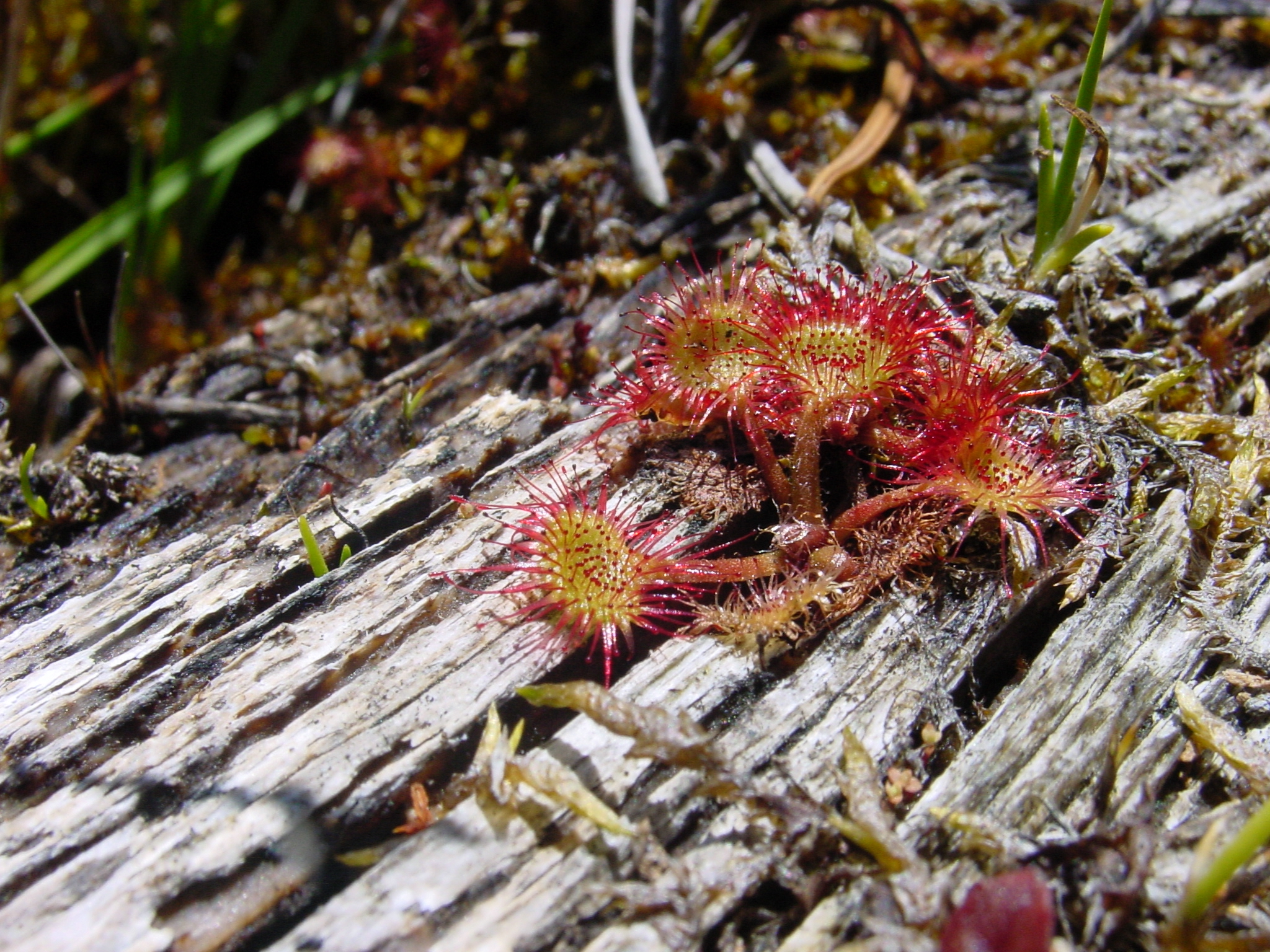
Oregon államban, rothadó fatörzsben